# Carlino (Udine)
Carlino (friülà Cjarlins) és un municipi italià, dins de la província d'Udine. L'any 2007 tenia 2.776 habitants. Forma part de la comarca de la Bassa Friülana. Limita amb els municipis de Castions di Strada, Marano Lagunare, Muzzana del Turgnano i San Giorgio di Nogaro.

## Administració
| Període | Identitat      | Partit        |
| ------- | -------------- | ------------- |
| 2004-   | Claudio Paiaro | Llista cívica |